# Плимут (аэропорт)
Аэропорт Плимут-Сити (англ. Plymouth City Airport) (ИАТА: PLH, ИКАО: EGHD) — аэропорт в Плимуте, Девон, Англия. Аэропорт начал работу на этом месте в 1925 и был официально открыт принцем Уэльским в 1931 году. Аэропорт расположен недалеко от городского центра и имеет современный терминал.
Владельцем аэропорта является Sutton Harbour Holdings Ltd., компания из Плимута, которой также принадлежит авиакомпания Air Southwest, единственная авиакомпания, совершающая рейсы из Плимута.
Аэропорт Плимут-Сити имеет публичную лицензию аэродрома (номер P687), которая позволяет перевозки пассажиров и обучение полётам.

## История
Историю Плимутского аэропорта можно проследить до 1923, когда первые пассажиры отправились в рейс с самолётом, перевозившим почту в Кройдон, взлетев с травы луга Челсон. Этот успешный рейс, осуществлённый пионером авиации Аланом Кобхэмом, вдохновил муниципалитет Плимута, на поиск постоянного участка для городского аэропорта.
В 1925 ставшие популярными рейсы, которые ускоряли доставку трансатлантической почты из местного порта в столицу, были переведены в Роборо.
Плимутский аэропорт официально был открыт в июле 1931 принцем Уэльским.
Аэропорт обслуживал несколько назначений, переправляя коммерческую почту и осуществляя пассажирские рейсы, а также использовался Королевскими ВВС в качестве тренировочной базы для полётов при плохой погоде. Во время сильного тумана самолёты обычно перенаправлялись в Ньюки или Эксетер.
Названия оператора самолётов менялись редко: например Western Air Express, ВOlley’s Air Service и Railway Air Services.
Современный аэропорт Плимут-Сити обслуживает бизнес- и частные перевозки, осуществляет регулярные рейсы в разные части Великобритании.

## Аэропорт сегодня
Не исключено, что аэропорт доживает последние годы. В сентябре 2007 управление аэропорта объявило, что вторая взлётно-посадочная полоса может быть продана для коммерческого и жилого строительства, однако эта взлётно-посадочная полоса не может использоваться для коммерческих рейсов. Это решение связано с мнением городских властей о снижении потребности в авиаперевозках со стороны местного населения. Окончание полётов во Францию вместе и задержки, связанные с мероприятиями по безопасности, уменьшают привлекательность аэропорта по сравнению с автомобильным и железнодорожным транспортом.
Тем не менее, в октябре 2007 Air Southwest объявила об открытии новых рейсов в Дублин, Корк, Чамбери, Глазго и Ньюкасл. Sutton Harbour, которой принадлежит аэропорт и авиакомпания Air Southwest, объявила о возможных инвестициях в увеличение главной взлётно-посадочной полосы (31/13) для принятия более крупных самолётов. Ранее увеличение взлётно-посадочной полосы было невозможно из-за фабрики, находящейся недалеко от полосы 31; сейчас эта фабрика разрушена.
В поддержку развития аэропорта говорит исследование, проведённое в феврале 2008 авиакомпанией Air Southwest и Торговой палатой Плимута, которые опросили более 200 бизнесменов Плимута. Результаты были следующие:
- 82 % респондентов полагают, что авиация важна для экономического процветания города.
- Только 1/3 опрошенных считают, что Плимут имеет хорошее автомобильное и железнодорожное сообщение в направлениях, необходимых бизнесменам.
- Более половины бизнесменов ответили, что пользуются регулярными рейсами Air Southwest в Лондон-Гатвик.

## Авиакомпании
- Air Southwest (Бристоль, Чамбери, Корк, Дублин, Глазго-Международный, Джерси, Лидс-Брэдфорд, Лондон-Гатвик, Манчестер, Ньюкасл, Ньюквай)